# Ruské impérium
Ruské impérium neboli Ruská říše (rusky Российская империя, v předreformní podobě Pоссiйская Имперiя), běžně také carské Rusko, byl státní útvar pokrývající území Eurasie a část Severní Ameriky, který vznikl roku 1721 po skončení severní války a existoval do roku 1917, kdy byla po Únorové revoluci vyhlášena Ruská republika pod vedením prozatímní vlády.
Jednalo se o třetí územně nejrozsáhlejší říši v dějinách lidstva, která se ve svém největším rozsahu rozkládala na třech kontinentech – Evropě, Asii a Severní Americe a co do velikosti byla překonána pouze britskou a mongolskou říší. Vzestup Ruské říše se časově shodoval s úpadkem sousedních konkurenčních mocností: Švédské říše, Polsko-litevské unie, Persie a Osmanské říše. V letech 1812–1814 sehrála zásadní roli v porážce Napoleonových ambicí ovládnout Evropu a rozšířila své území na západ a na jih.
Dynastie Romanovců vládla Ruské říši od roku 1721 do roku 1762. Od roku 1762 do konce říše vládla jeho matrilineární větev patrilinearity německého původu – holštýnsko‑gotorpsko‑romanovské dynastie. Na začátku 19. století Ruská říše zaujímala území přes tři světadíly, od Severního ledového oceánu na severu k Černému moři na jihu, od Baltského moře na západě k Aljašce a severní Kalifornii v Americe na východě. Se 125,6 miliony obyvatel zjištěných sčítáním lidu v roce 1897 měla v té době po říši Čching a Indii třetí největší populaci na světě. Stejně jako všechny říše i ruská měla velkou rozmanitost, pokud jde o ekonomiku, národnosti, jazyky a náboženství. V průběhu staletí zde bylo mnoho disidentských prvků, které rozněcovaly četné vzpoury a atentáty. Od 19. století byly přísně sledovány carskou tajnou policií a tisíce odpůrců carismu byly vyhnány na Sibiř.
Ekonomicky byla říše převážně zemědělského charakteru s nízkou produktivitou na velkých polnostech obhospodařovaných ruskými rolníky, známými jako nevolníci, kteří byli s půdou svázáni feudálním uspořádáním. Nevolníci byli osvobozeni v roce 1861, ale šlechta držící půdu si kontrolu zachovala. Ekonomika se pomalu industrializovala pomocí zahraničních investic do železnic a továren. Od 10. do 17. století vládla zemi šlechtická třída – bojaři a následně car.
Základy pro budoucí říši položil již car Ivan III. (1462–1505). Zdvojnásobil území svého státu, ukončil dominanci Zlaté hordy, zrekonstruoval moskevský Kreml a položil základy ruského státu. Car Petr Veliký (1682–1725) bojoval v mnoha konfliktech a rozšířil již tak obrovskou říši na významnou evropskou mocnost. Přesunul hlavní město z Moskvy do nového města Petrohradu, které mělo značný evropský ráz. Vedl kulturní obrodu, která nahradila některé tradiční a středověké sociální a politické způsoby, zvyky a pravidla moderním, vědeckým, evropským a racionálním systémem.
Za císařovny Kateřiny Veliké (vládla 1762–1796) říše zažila zlatý věk; rozšířila území dobýváním, kolonizací a diplomacií a pokračovala v politice modernizace Petra Velikého dle západoevropských směrů. Car Alexandr II. (1855–1881) podporoval četné reformy, nejdramatičtěji v roce 1861 zrovnoprávněním všech 23 milionů nevolníků. Jeho politika ve východní Evropě zahrnovala ochranu pravoslavných křesťanů pod nadvládou Osmanské říše. Toto spojení vedlo v roce 1914 k vstupu Ruska do první světové války na straně Dohody, tedy Francie, Spojeného království a Srbska proti Německu, Rakousko-Uhersku a Osmanské říši.
Ruská říše fungovala jako absolutní monarchie na ideologické doktríně pravoslaví, autokracie a národnosti až do revoluce roku 1905, kdy byla ustavena de iure konstituční monarchie. Říše se zhroutila během únorové revoluce v roce 1917, hlavně v důsledku obrovských selhání vyplývajících z účasti v první světové válce. Carská rodina byla v roce 1918 zavražděna bolševiky, kteří před převzetím moci přinutili k emigraci, uvěznili nebo popravili mnoho aristokratů, což nakonec vyústilo k vytvoření v roce  1922 Svazu sovětských socialistických republik.
Roku 1897 činila rozloha impéria 22 400 000 km² (pro porovnání: dnešní Ruská federace zaujímá 17 075 200 km²), téhož roku zde žilo 128 200 000 obyvatel, z nichž přibližně polovinu tvořili Rusové. Říše byla rozdělena na 81 gubernií, 20 oblastí a 1 okruh (stav v roce 1914).

## Územní vývoj

### Moskevské velkoknížectví
Přestože oficiálně se Rusko stalo říší (impériem) na začátku 18. století (1721) za vlády Petra I. Velikého, byla imperiální expanze součástí dějin předchozího státního útvaru, ze kterého Rusko vzešlo, Moskevského knížectví. Jeho vládci (nejprve knížata, posléze velkoknížata a nakonec carové) od počátku 15. století začali sjednocovat staré ruské země k odboji proti Tatarům a po sjednocení se Rusko orientovalo na vnější nepřátele, kteří se dlouhodobě obohacovali na úkor Rusi (tedy Poláky, Tatary, Litevce a Švédy). Za zvláště významnou je nutno považovat osobnost Ivana III. (1462–1505), který začal sjednocovat ruské země znovu pod vládu staré dynastie Rurikovců, a Ivana IV. (1533–1584). Oba rozšířili území Moskevské Rusi o severoruské městské státy, jako byl Veliký Novgorod a Pskov (Ivan III.) a o poslední území tatarských chanátů v Kazani (Ivan IV.) Astrachani a na Sibiři, odkud předtím byly na Rus pořádány nájezdy. Za vlády Ivana IV. také započala ruská kolonizace Sibiře. V roce 1639 stanuli Rusové u pobřeží Tichého oceánu a následně založili město Vladivostok. Rusko také do poloviny 19. století kolonizovalo a kontrolovalo severoamerickou Aljašku a část dnešní Kalifornie, kde byla založená ruská pevnost Fort Ross.
Vedle územní expanze byla pro vznik Ruska významná také dynastická prestiž, kterou Moskvě zajistil právě Ivan III. svatbou s byzantskou princeznou Sofií Palaiologovnou a přijetím dvojhlavého orla jako státního znaku a titulu cara (od slova Caesar = císař) v roce 1472. Na tuto imperiální tradici a zvláště ideologii Moskvy – třetího Říma navázal také Petr I. Veliký, který ruskou koncepci říše více pozápadnil.

### 17. století
K nejvýznamnějším územním ziskům 17. století patřilo získání současné levobřežní Ukrajiny (historicky Malá Rus nebo Divoká Pole) a založení Kyjevské gubernie. Tyto zisky přivedly pod ruský stát území na úkor Poláků a Litevců, paradoxně se Rusko zaměřilo na země, které na něj dříve samy pořádaly dobyvačné výpravy. Konkrétněji směrem k Polsku a k Pobaltí, jejichž strategický význam si ruští carové dobře uvědomovali.
Stranou nezůstávaly ani oblasti jihovýchodní kolem Černého moře, doposud kontrolované Osmanskou říší a jeho vazalským státem Krymským chanátem, což byl poslední pozůstatek mongolské expanze do Evropy. Kontrola nad Černým mořem a potažmo kontrola Bosporu a Dardanel se staly dalším z klíčových momentů ruské imperiální expanze od Petra I. Velikého až do roku 1917. Rusko postupně získalo kontrolu nad pobřežím Černého moře (dobytí Azova bylo první vlaštovkou) a svoji pozici v regionu upevnilo připojením Gruzie na počátku 19. století (1810). Gruzie přijala svrchovanost Ruského impéria výměnou za ochranu před tureckými nájezdy.

### 18. století
V 18. století se Rusko významně rozšířilo směrem na západ. Za Petra I. Velikého a jeho nástupců bylo k Rusku zcela připojeno Pobaltí (dobyto na Švédsku, které vedlo proti Rusku dobyvačnou válku, ale samo v ní bylo  poraženo), za Kateřiny II. Veliké získalo Rusko východní oblasti Polsko-litevské unie (část Litvy, východního Polska a Běloruska) a také Krym po vítězném tažení Suvorova, s přilehlou částí zbylého území Krymského chanátu, kde Rusové založili významné přístavy jako Sevastopol, Cherson a Oděsa. Jako výsledek finské války proti Švédsku bylo v roce 1809 k Rusku také připojeno Finsko, kterému Rusko později udělilo status autonomního velkoknížectví. Rusko se účastnilo řady evropských tažení a například generál Suvorov vedl spojené armády 2. koalice a dokud je vedl, tak vítězila.

### 19. století

Území v roce 1866
Protektoráty, kolonie a okupovaná území mezi léty 1800 a 1917.
Sféry vlivu

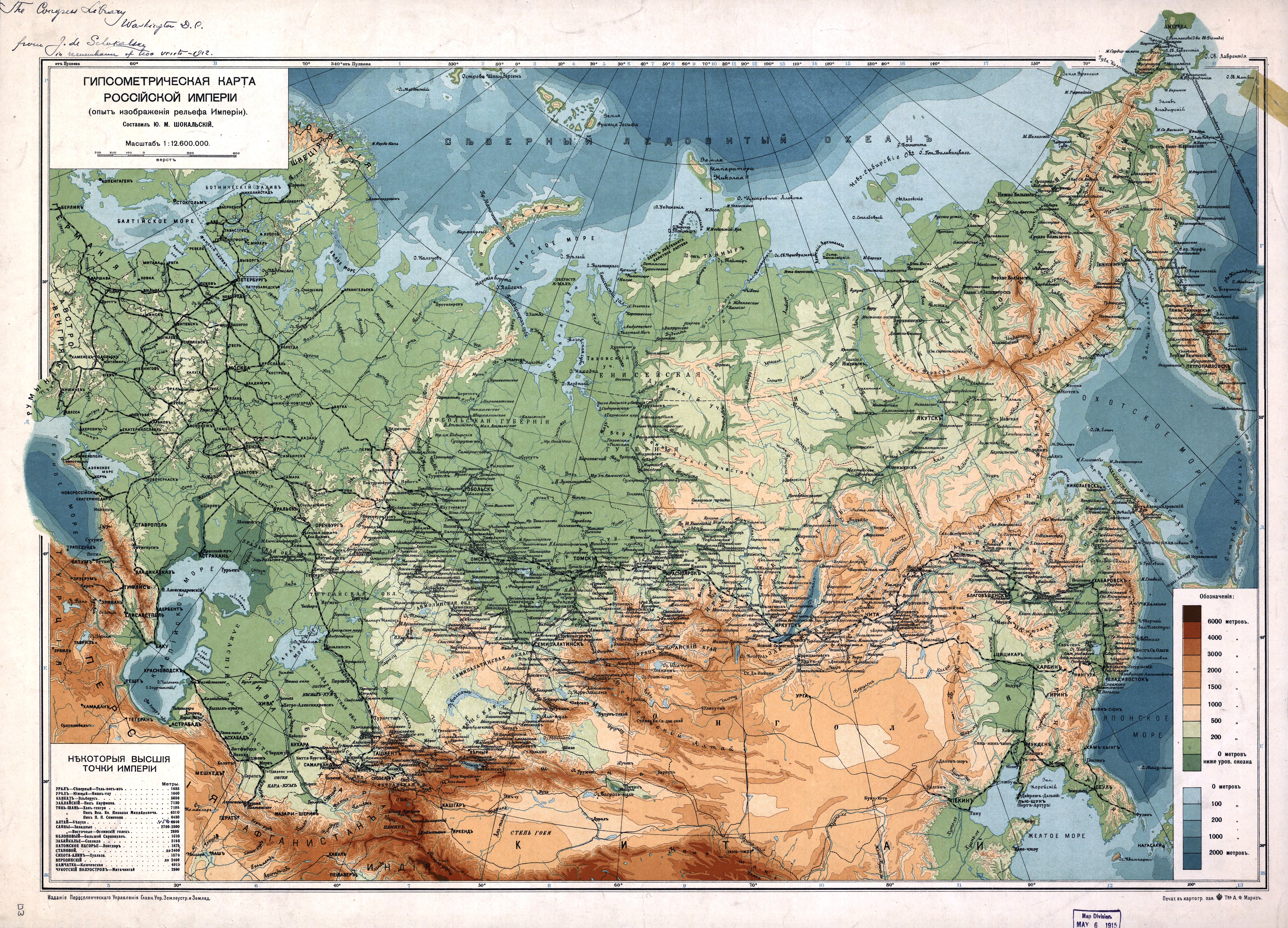
Ruská říše v roce 1914

Na začátku 19. století se Rusko stalo cílem Napoleonových mocenských ambicí, což vedlo k absolutnímu zničení celé Napoleonovy Grande Armée se 700 000 vojáky, tehdy nejpočetnější armády světa. Během odvetného tažení car Alexandr roku 1814 dobyl Paříž se svými evropskými spojenci, kteří přešli na jeho stranu po porážce Napoleona v Rusku.
Během 19. století se ruské teritorium rozšířilo ještě o několik oblastí: vedle Kavkazu a Zakavkazska se jednalo o Besarábii na úkor Turecka (1812) na jihu a jihozápadě, a dále o oblasti ve střední Asii (Chiva a Buchara připojeny v letech 1869–1885). Středoasijská expanze byla součástí ruské koloniální politiky a jeho velmocenského soupeření v regionu s Velkou Británií. Oblast Střední Asie a oblast kolem Kaspického moře umožňovaly přístup do Persie, Afghánistánu a odtud do britské Indie. Dále se Rusko snažilo o zakládání kolonií na vzdálenějších územích, tyto osady však neměly dlouhou životnost. Patří sem například Sagallo na Somálském poloostrově, Alžbětina pevnost na Havajském ostrově Kauai nebo Fort Ross v Kalifornii. Největší podíl na založení kolonií měla Rusko-americká společnost.

### Úpadek Ruské říše
Koncem 19. století dochází i v Rusku k nástupu kapitalismu. Ačkoliv Ruské impérium i nadále  rostlo, již v průběhu 19. století se prohluboval jeho úpadek po vítězství konzervatismu v napoleonských válkách. Nízká míra vzdělanosti nižších vrstev obyvatelstva, absolutismus, zaostalost venkova a zemědělské výroby, následky nevolnictví, národnostní otázka a nacionalismus, a konečně obecně pomalá industrializace země, vedly k prohlubování vnitřní krize Ruska. Jedním z projevů krize byla porážka Ruska v krymské válce (1853–1856) proti spojeným armádám Británie, Francie, Turecka a Sardinie a prodej Aljašky Spojeným státům americkým (1868).

### 20. století
Na počátku 20. století začaly sociálně-politické problémy, se kterými se Rusko potýkalo, eskalovat a Rusko se vydalo od nevolnictví k revolucím. Ruské impérium se ocitlo v hluboké sociálně-politické krizi, jejímiž hlavními jmenovateli byly sílící snahy především středních vrstev a dělnického hnutí o uvolnění režimu po předešlém zrušení nevolnictví carem Alexandrem II. a během občanské války následně eskaloval rostoucí odpor neruských národů (Poláci, Čuvaši, Litevci, Finové) proti intenzivnější rusifikaci. Za tohoto stavu se Rusko střetlo s Japonskem v boji o vliv na Dálném východě a utrpělo v rusko-japonské válce (1904–1905) poprvé v historii významnou porážku během své expanze do Asie. Ruský vliv na Dálném východě se zhroutil, ruské tichomořské loďstvo bylo rozdrceno (viz bitva u Cušimy) a velmocenská prestiž země upadla poprvé od napoleonských válek. Následné dvě ruské revoluce v letech 1905 a 1917 ukázaly na hlubokou krizi absolutismu a samoděržaví.
Poslední ranou byla pro Ruské impérium první světová válka, která naplno odhalila jeho nefunkční společenské uspořádání a technologickou zaostalost. Poslední car Mikuláš II. nebral ohledy na nikoho, jeho násilná vláda znamenala otřesy, země byla zaostalá, během války se ruská carská armáda rozložila a Ruská říše společensky, ekonomicky i vojensky zkolabovala. Oslabený carský režim padl ve víru druhé revoluce a rozvrácenou zemi nakonec, po letech občanské války, ovládli bolševici. Krátkou epizodou byl vznik Ruské republiky v roce 1917.

## Politický systém

### Gosudar-Imperátor

Malý znak Ruského impéria

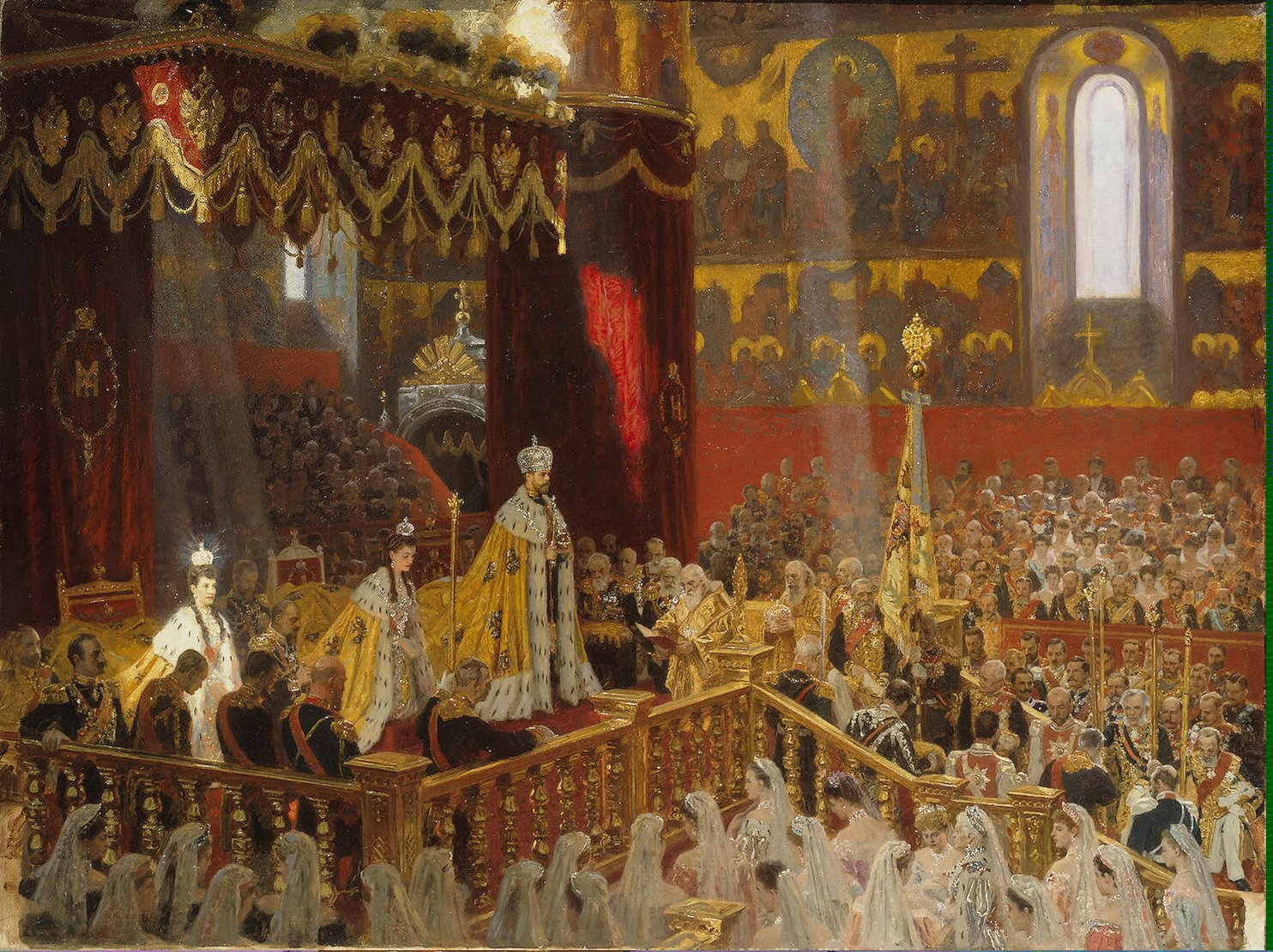
Korunovace Mikuláše II. ruským carem roku 1896

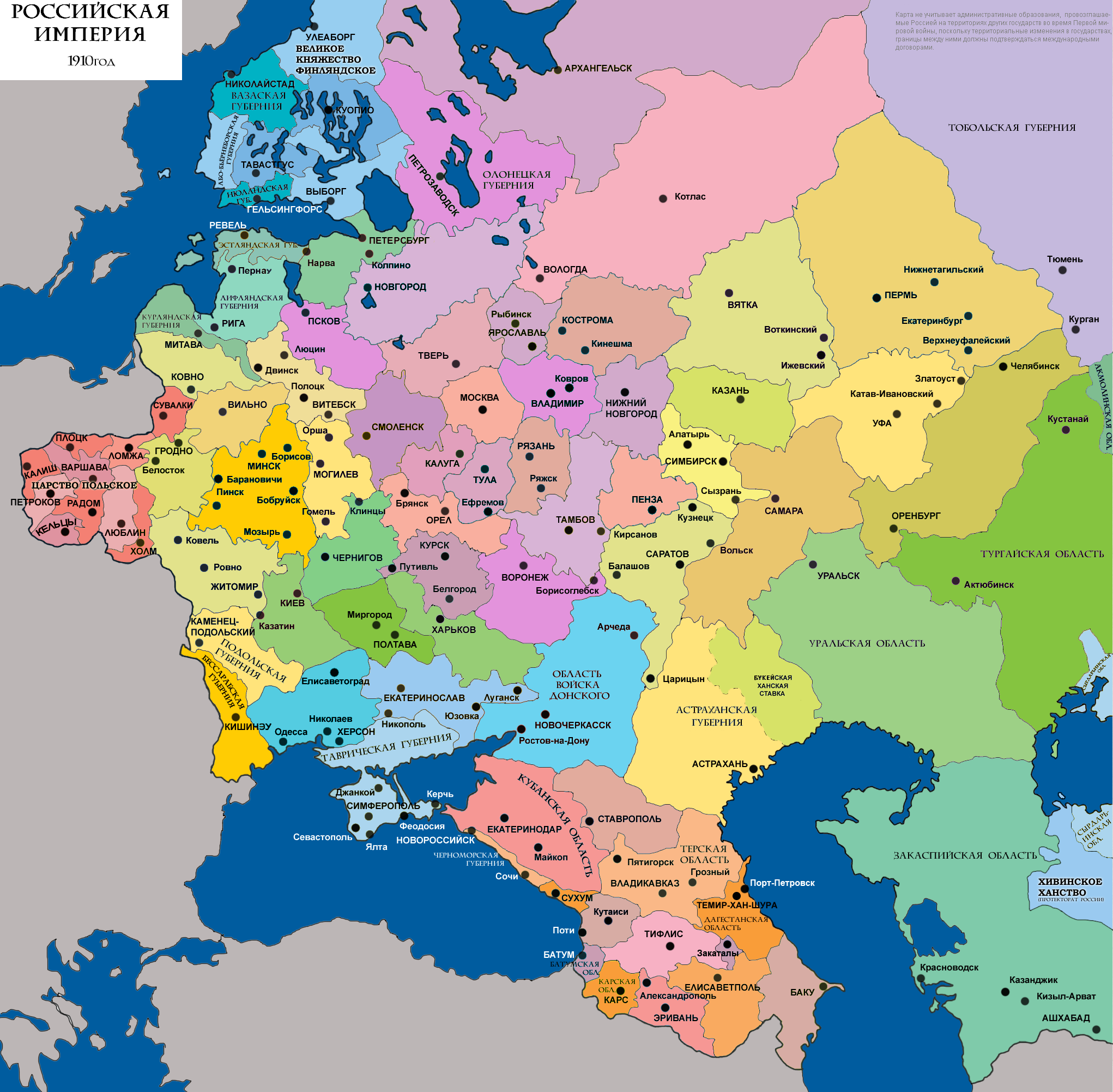
Gubernie v západní části Ruska v roce 1910

Ruská říše zůstávala po celou dobu svojí existence absolutistickým státem, založeným na principu samoděržaví. I po revoluci 1905 a Říjnovém manifestu zůstával ruský car (neoficiální titul), resp. gosudar-imperátor absolutistickým panovníkem s neomezenou mocí stejně jako ve všech ostatních absolutních monarchiích Evropy. Princip samoděržaví vycházel částečně z byzantské tradice. Znamenalo to v podstatě to, že gosudar-imperátor ve svých rukách držel veškerou výkonnou, zákonodárnou a soudní moc, které potom delegoval na jemu podřízené orgány stejně jako u všech ostatních absolutních mocností v Evropě.
Samoděržavný princip vlády byl tedy určitým derivátem několika tradic a vlivů. Petr I. Veliký se snažil (a podařilo se mu to částečně) samoděržaví a Rusko pozápadnit, ale užíval k tomu stále despotických metod svých moskevských předchůdců.[zdroj?]
V 19. století se samoděržaví samozřejmě proměňovalo. Například Alexandr II. (1855–1881) se snažil o jeho moderní interpretaci a zavedl celou řadu reforem, které vedly nebo měly vést k pozvolnému přechodu od despoticky a tradičně organizovaného státu k právnímu státu. Naopak vlády jeho syna Alexandra III. (1881–1894) a také vnuka Mikuláše II. (1894–1917) se snažily o návrat k tradičnímu konzervativnímu pojetí samoděržaví, které vidělo v gosudaru-imperátorovi a jeho neomezené moci jedinou záruku politické stability a existence Ruska. Tyto snahy se samozřejmě dostávaly do konfliktu s politickými i sociálními změnami uvnitř ruské společnosti.
Seznam ruských gosudarů-imperátorů od roku 1721:
- Petr I. Veliký (1721–1725, jako car 1682–1722)
- Kateřina I. Ruská (1725–1727)
- Petr II. Ruský (1727–1730)
- Anna Ivanovna (1730–1740)
- Ivan VI. (1740–1741)
- Alžběta I. (1741–1762)
- Petr III. (1762)
- Kateřina II. Veliká (1762–1796)
- Pavel I. (1796–1801)
- Alexandr I. (1801–1825)
- Mikuláš I. (1825–1855)
- Alexandr II. (1855–1881)
- Alexandr III. (1881–1894)
- Mikuláš II. Alexandrovič (1894–1917)

### Vládní rada
Tento orgán vznikl vládní reformou Petra I. Velikého a měl na jedné straně nahradit bojarský sněm a na druhou napomoci lepší organizaci vlády nad Ruskem podle západních vzorů. Vládní rada byla v podstatě výkonným, zákonodárným i soudním orgánem ruských monarchů a předsedal jí od doby Petra I. Velikého oberprokurátor Nejsvětějšího synodu. Počet členů Rady se během 18. a 19. století měnil. Vládní rada se dostala do odlišného kontextu po zřízení ministerstev a Státní rady (1801).

### Státní rada
Byla zřízena carem Alexandrem I. v roce 1801 jako nejvyšší poradní orgán ruských panovníků v rámci reformy ruské státní správy na počátku 19. století. Hlavní funkce Státní rady byly spojeny se zákonodárstvím. Podle ustanovení z roku 1810 se ve Státní radě měly především probírat návrhy zákonů a zákonných úprav. Část členů Státní rady nebyla volena, ale jmenována carem, další část byla volena z gubernií a poslední byla založena na principu delegace (například Nejsvětější synod měl nárok na 6 míst, finský Senát na 2 místa atp.). V roce 1906 došlo k transformaci Státní rady v horní komoru ruské Dumy.

### Duma

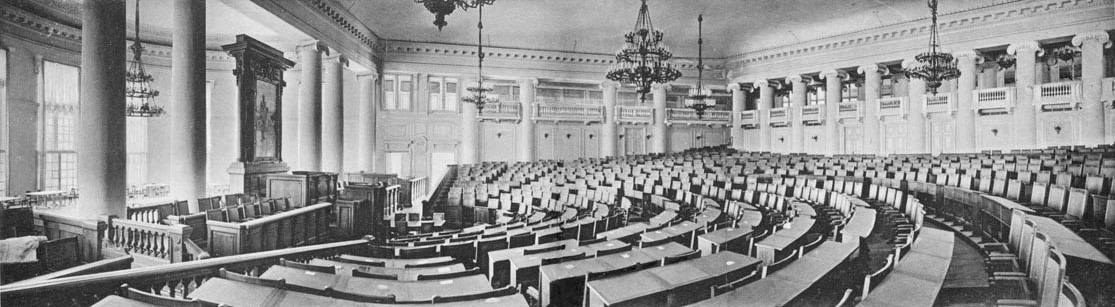
Zasedací sál první ruské Dumy v Tauridském paláci v Petrohradě

Až do roku 1906 neměla Ruská říše jako absolutisticky organizovaný stát ekvivalent moderního parlamentu nebo sněmu. Obdobně v Rusku oficiálně neexistovaly politické strany. Ruská Duma byla vytvořena až po ruské revoluci v roce 1905 (na základě Manifestu Mikuláše II. ze 6. srpna 1905, kterým byla poprvé Duma svolána), později byla také legalizována existence politických stran a garantována základní občanská práva obyvatelstva (Říjnovým manifestem). Mezi léty 1906–1917 byly zvoleny a svolány celkem čtyři Dumy, jelikož nově etablující se politický systém Ruska byl relativně nestabilní.
Čtyři ruské Dumy:
- I. Duma (duben – červen 1906)
- II. Duma (únor – červen 1907)
- III. Duma (1907–1912)
- IV. Duma (1912–1917)

Volební systém Ruska byl založen na kuriálním principu, který zaručoval dominantní přístup k zastoupení v Dumě pro velkostatkáře a městské elity, ale daleko menší pro dělníky, rolníky, největší sociální skupinu Ruska, nebo pro zástupce neruských národů.
Politické strany zastoupené ve čtyřech předrevolučních ruských Dumách:
- Sociálně-demokratická strana
- Eseři (Sociálně-revoluční strana)
- Národní socialisté
- Trudovici
- Progresisté
- Kadeti (Konstitucionálně-demokratická strana)
- Autonomisté
- Okťabristé
- Nacionalisté
- Krajní pravice

### Ministerstva

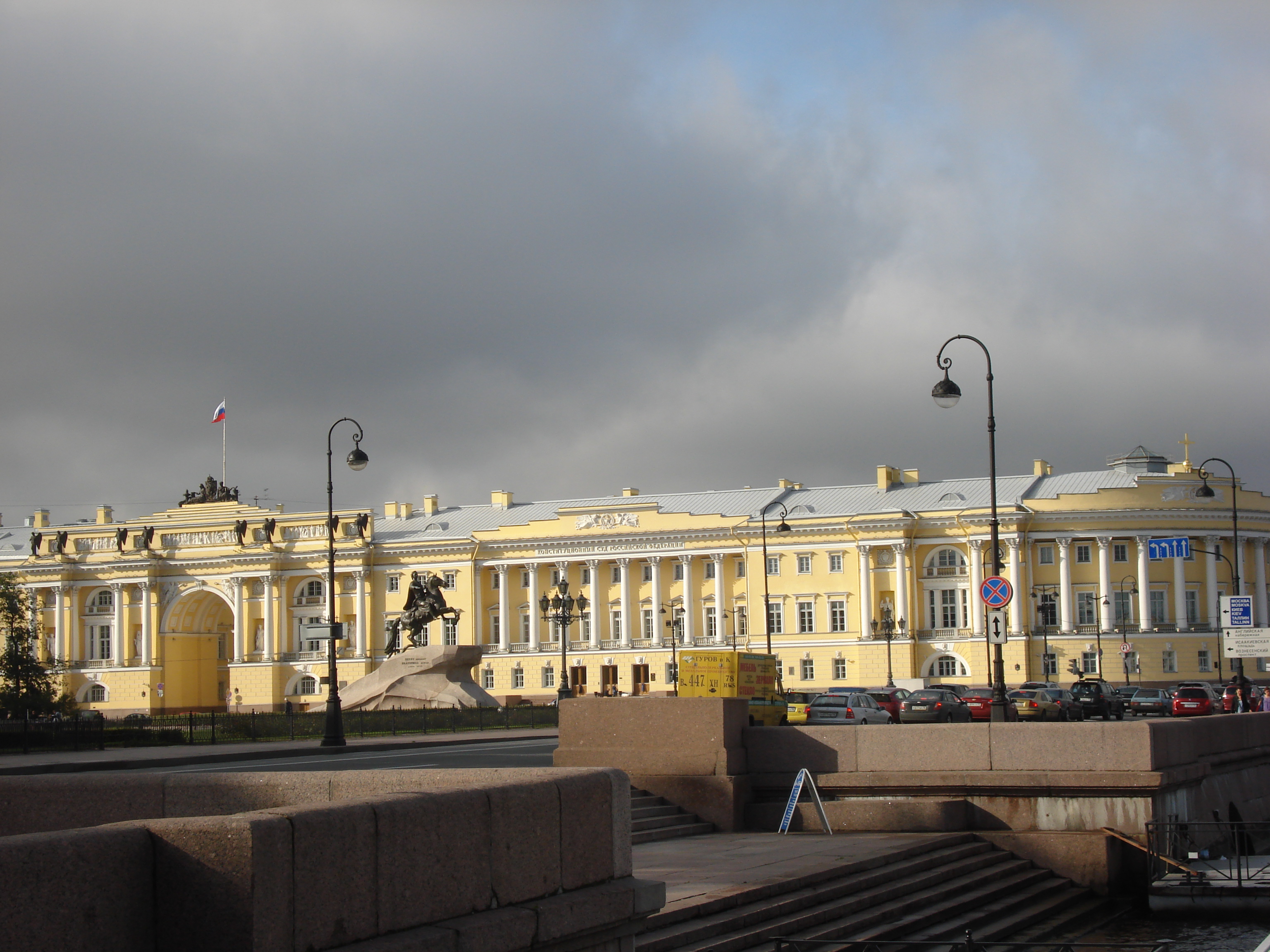
Dřívější sídlo senátu a synotu v Petrohradu

Ministerstva podle evropského (francouzského) vzoru byla v Rusku zřízena za vlády Alexandra I. v roce 1802. Ministři byli považováni na prvním místě za služebníky cara, na něž gosudar-imperátor delegoval část ze svých neomezených pravomocí. V roce 1802 se jednalo o tato ministerstva:
- ministerstvo pozemních vojenských sil,
- ministerstvo námořnictva,
- ministerstvo zahraničních věcí,
- ministerstvo spravedlnosti,
- ministerstvo vnitra,
- ministerstvo financí,
- ministerstvo obchodu,
- ministerstvo lidové osvěty.

Záležitosti kultu byly přenechány Nejsvětějšímu synodu, v jehož čele nestál ministr, ale oberprokurátor.
V roce 1906 (po první ruské revoluci) mělo Rusko ještě ministerstvo zemědělství, obchodu a průmyslu, cest a komunikací; ministerstva pozemních vojenských sil a námořnictva bylo spojeno v jedno ministerstvo. O záležitosti carského dvora se staral zvláštní ministr.
Funkce předsedy vlády se v Rusku poprvé oficiálně objevila v roce 1906 v rámci zřízení kolektivního vládního orgánu rady ministrů. Předtím tuto funkci neoficiálně vykonával často ministr zahraničních věcí. Po roce 1905 mělo Rusko stabilně předsedu vlády a tyto funkce mezi léty 1905–1917 vykonávali:
- Sergej Witte (1905–1906)
- Ivan Goremykin (květen – červenec 1906)
- Pjotr Stolypin (1906–1911)
- Vladimir Kokovcov (1911–1914)
- Ivan Goremykin (1914–1916)
- Boris Štjurmer (únor – listopad 1916)
- Alexandr Trepov (1916–1917)
- Nikolaj Golicyn (leden – březen 1917)

### Státní správa

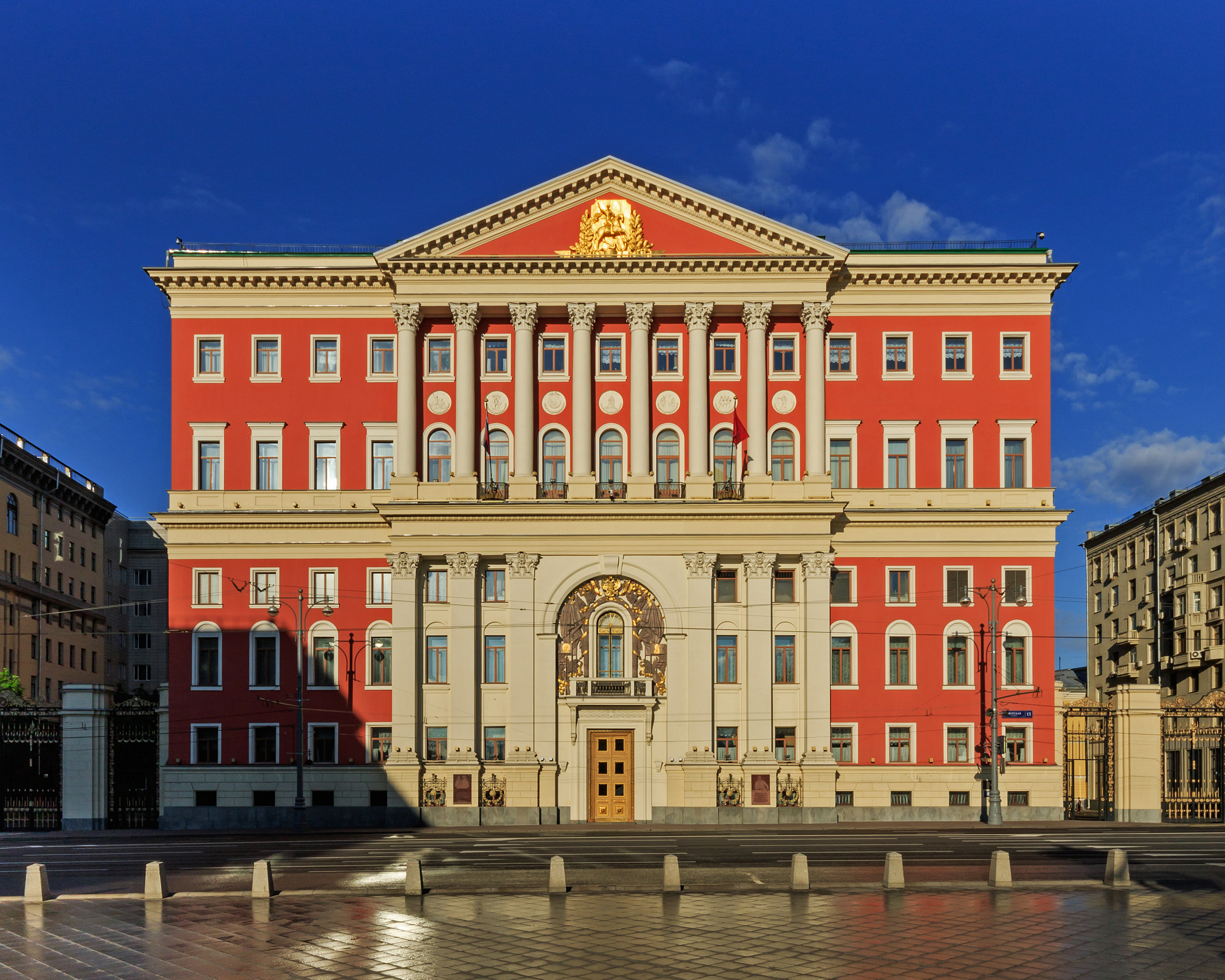
Rezidence moskevského guvernéra (1778–82)

Moderní státní správu do Ruska zavedly reformy Petra I. Velikého. Do této doby (1708) byla praxe státní správy stále založena na archaickém principu kormljenie. Rusko také postrádalo centralizovaně organizovanou a standardizovanou organizaci státní správy i profesionální státní úředníky.
Petr I. Veliký také nechal rozdělit Rusko na několik menších a větších správních celků. Nejmenší z nich byla volosť (rusky: волость), dále následoval ujezd (rusky: уезд) a nakonec gubernie (rusky: губерния), které byly ještě reformou v roce 1718 rozděleny na provincie.
Významným krokem bylo utvoření profesionální třídy státních úředníků a důraz na jejich vzdělávání. V roce 1722 znamenalo zavedení takzvané Tabulky hodností další krok v systemizaci a standardizaci státní správy říše. Přes četné změny během 18. (především za Kateřiny II. Veliké) a 19. století zůstal princip volosti – ujezdu – gubernie zachován.
K roku 1914 bylo Rusko rozděleno na 81 gubernii, 20 oblastí a na 1 okruh. Větší města jako byla například Oděsa, Sevastopol, Rostov na Donu a další) měla vlastní nezávislou administrativu a vládu stojící mimo systém gubernií. Finsko, Moskva, Varšava, Vilno nebo Kyjev) měly generální guvernéry.Tento systém se týkal klasické administrativní a policejní správy. Například v oblasti vzdělávání bylo Rusko rozděleno odlišně na 12 okruhů (rusky: округ). Z obecného hlediska bylo Rusko relativně přísně centralizovaným státem, vzhledem k rozloze a rozdílnosti jím kontrolovaných teritorií však byla efektivní správa v 18. a 19. století problémem.

### Vojenství

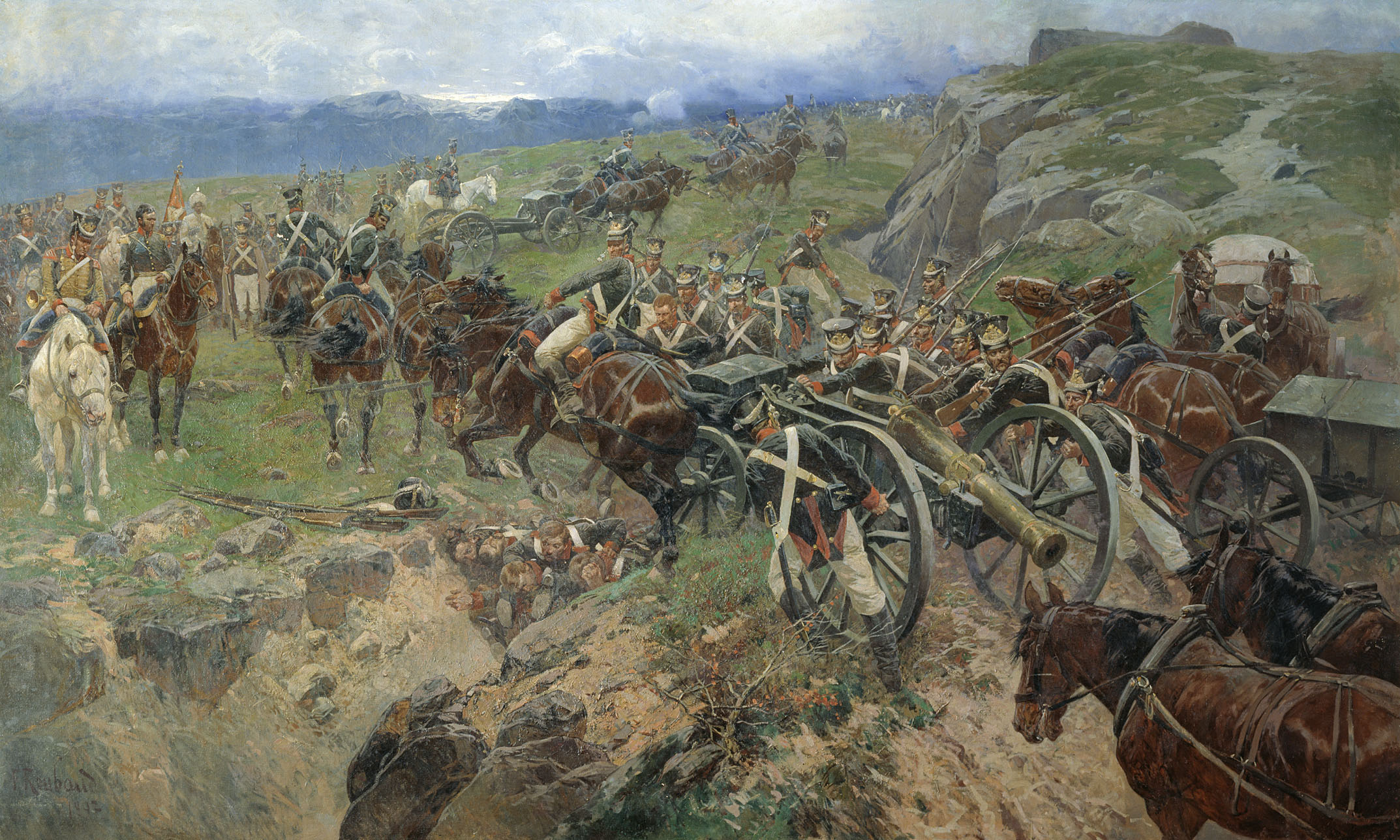
Carské jednotky se připravují na invazi perských sil během rusko-perské války (1804–1813), která nastala současně s francouzskou invazí do Ruska.

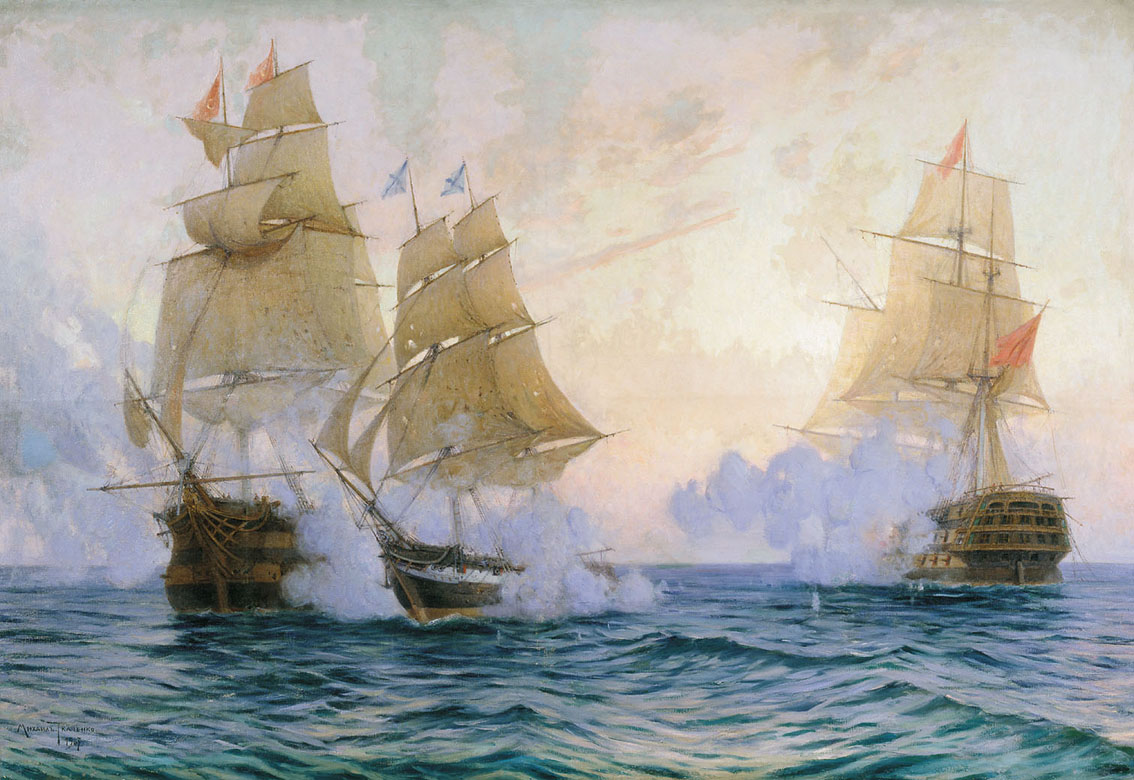
Ruské carské námořnictvo během souboje s tureckými loděmi za Rusko-turecké války).

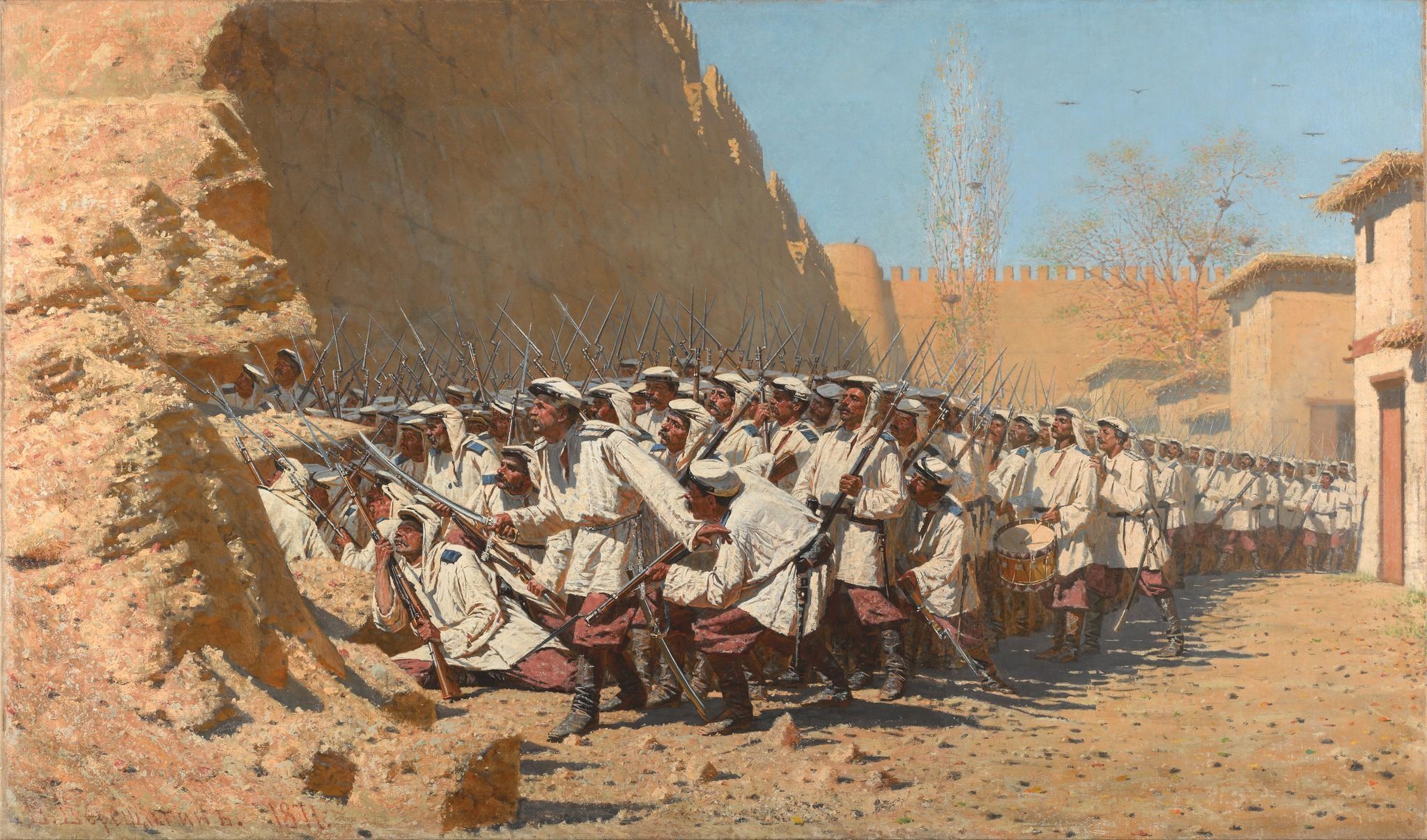
Věreščaginův obraz "Ať vejdou!" z roku 1871, připomínající dobytí Chivy ruskými vojsky

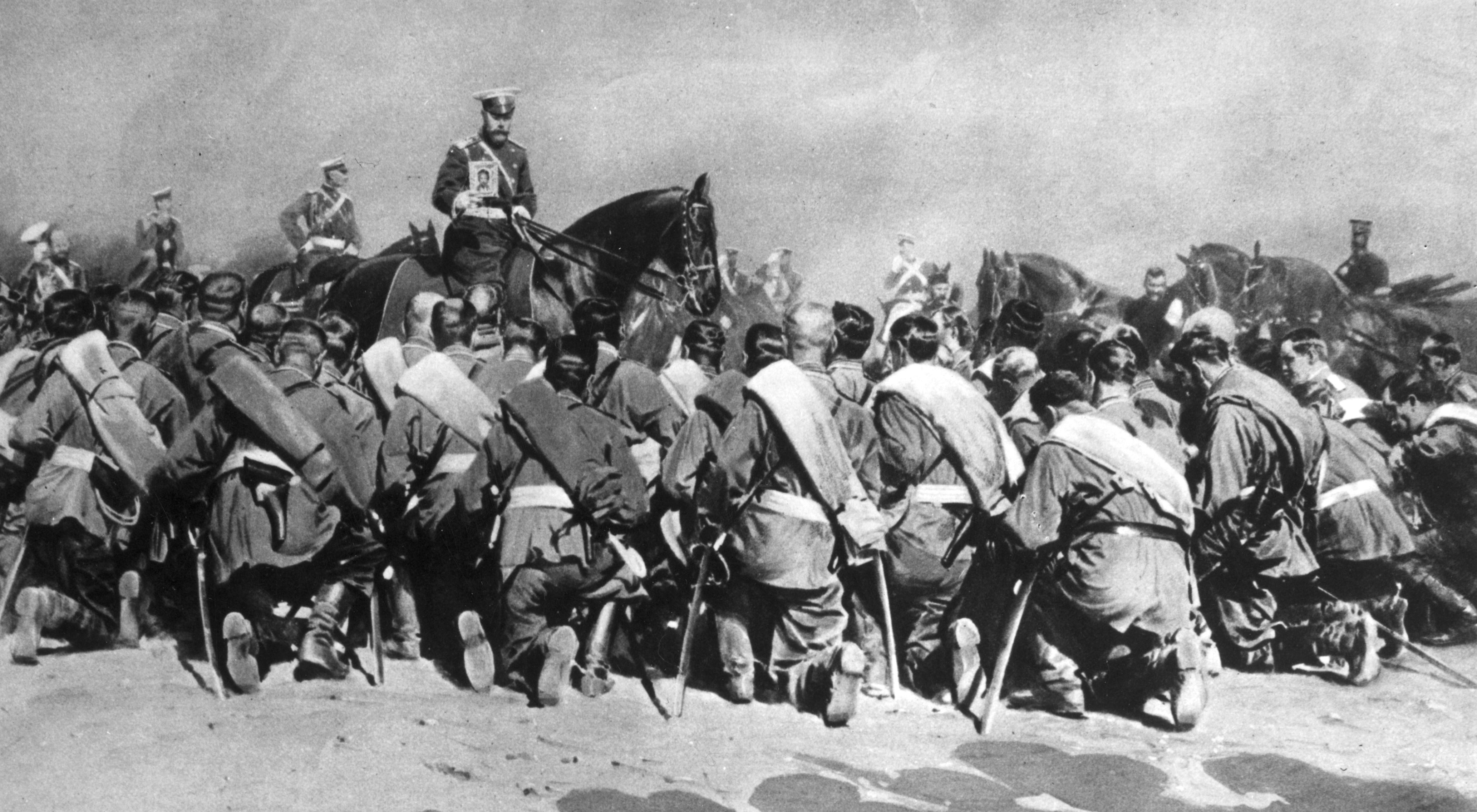
Car Mikuláš II. a ruští vojáci během Rusko-japonské války

Armáda hrála v dějinách Ruské říše významnou roli a byla považována za jeden z hlavních pilířů ruského státu. Vzhledem k neustálému ohrožení od ruských sousedů jako Tataři, Turci, Poláci a Švédové, kteří se svého času pokoušeli obohatit na úkor ruských zemí a neexistujícím přírodním hranicím v podobě členitého terénu nebo moře které chránilo například Británii před invazemi, tak v Rusku byl značný důraz na silnou armádu. Stejně tomu bylo u jiných impérií té doby, Rusko se podílelo na koloniální expanzi, přes Sibiř až na Aljašku a do dnešní Kalifornie, kde Rusové postavili pevnost Fort Ross. Funkce armády nebyly čistě vojenské ale v mnoha případech také správní a policejní. Zcela charakteristickým bylo propojení armády se státní správou a vládou obecně. Cela řada ruských politiků 18. a 19. století začala kariéru v armádě nebo námořnictvu, a měla vysoké vojenské hodnosti.
Počátky moderní evropské armády v Rusku je možné přisuzovat opět Petrovi I. Velikému, který se nechal inspirovat nizozemskými evropskými vzory nejprve při organizaci Preobraženského pluku (1685). Mezi první inovace patřilo například zavedení nových vojenských stejnokrojů (uniforem), ale také mnoha nových technologií a organizace velení, loďařství na evropské úrovni a také rozvoj všech technických věd které s tím souvisely. Petrův Preobraženský pluk se stal později vzorem pro reorganizaci ruské armády, kterou Petr I. Veliký inicioval zvláště po počátečních neúspěších ve válce se Švédskem (bitva u Narvy, 1700). Snad nejvýznamnějším krokem v těchto reformách byla skutečnost, že ruská armáda přestala mít svůj dosavadní polofeudální charakter, ale stala se pravidelnou armádou, která byla kdykoliv k dispozici potřebám gosudara-imperátora. Až do roku 1917 byly přitom armáda a loďstvo považovány za osobní majetek gosudara-imperátora.
Existence stálé armády samozřejmě znamenala nutnost zajištění dostatečného přílivu rekrutů a finančních zdrojů. V roce 1705 byla stanovena první organizovaná povinnost odvodu rekrutů. Všeobecná branná povinnost pro všechny ruské obyvatele byla uzákoněna v roce 1874 carem Alexandrem II.
Ruská armáda a loďstvo byly v 18. a 19. století do jisté míry mnohonárodním tělesem, ve kterém sloužila na jedné straně masa často nevzdělaných rolníků, na druhé straně mnohonárodní elita ruských důstojníků, pocházejících z řad místních aristokracií nebo starých vojenských rodin (pobaltští Němci, Poláci, Gruzíni a Tataři patřili k nejčastějším neruským členům důstojnického sboru). Vzhledem ke svému imperiálnímu charakteru nebyl jiný etnický původ ani náboženství problémem. Služba v armádě a námořnictvu byla jednou z forem inkorporace lokálních elit do imperiální vládnoucí vrstvy.
Nejvyšší vojenskou hodností byl v 18. a 19. století podle Tabulky hodností generál-polní maršál (pro pozemní vojska) a generál-admirál (námořnictvo). Tyto dvě hodností byly zařazeny do I. třídy vojenských hodností. Nejnižší vojenské hodnosti (mimo čtrnáct hodnostních tříd) byl u pěchoty řadový voják a u flotily námořník 2. stupně.
Armáda (pozemní i námořní síly) tvořila poslední sekulární skupinu obyvatelstva Ruska s velkým vlivem na politický vývoj a situaci státu. Její význam byl tím větší čím více Rusko po roce 1721 expandovalo a rozšiřovalo své teritorium. Vedle toho měla armáda neopomenutelné represivní funkce. Celkově tvořili vojáci celkem 1 % všeho obyvatelstva Ruska (1897). Podobně jako byrokracie, byla i armáda mnohonárodní sociální vrstvou, ve které sloužili vojáci ze všech konců Ruské říše. Nejvyšší posty byli v rukou ruské aristokracie (viz výše) a podobně jako v jiných monarchii této doby (například Prusko a Rakousko-Uhersko) docházelo na nejvyšších stupních ruské vládního systému k mísení vojenských a civilních funkcí (na úrovní gubernátorů, ministrů atp.).

### Soudnictví
Základy moderního soudnictví položil v Rusku Petr I. Veliký svými reformami politické správy, avšak nejvýznamnější moderní reforma soudnictví byla provedena až v roce 1864 carem Alexandrem II. Jeho reforma provedla několik významných kroků na cestě k budování moderního právního státu a vědomí v Rusku.
Suděbnyj Ustav (1864) především zajistil oddělení soudní moci od moci správní a učinil z ní nezávislou sféru výkonu spravedlnosti. V rámci této reformy byla ustanovena nezávislost soudců, veřejné konání soudních líčení a především rovnost všech sociálních skupin před zákonem. Reforma soudnictví Alexandra II. se inspirovala částečně z britských a francouzských zkušeností. Za zvláště demokratickou inovaci lze (vedle rovnosti před zákonem) považovat především volitelnost soudců, kterou tato reforma také zavedla. Rovněž struktura soudnictví byla více standardizována: každý soudní tribunál měl svůj odvolací soud a na nejvyšším stupni potom stál Nejvyšší kasační soud. Soudci v nejnižší instanci byli voleni, zatímco soudci ve vyšších instancích byli delegováni.

### Samospráva

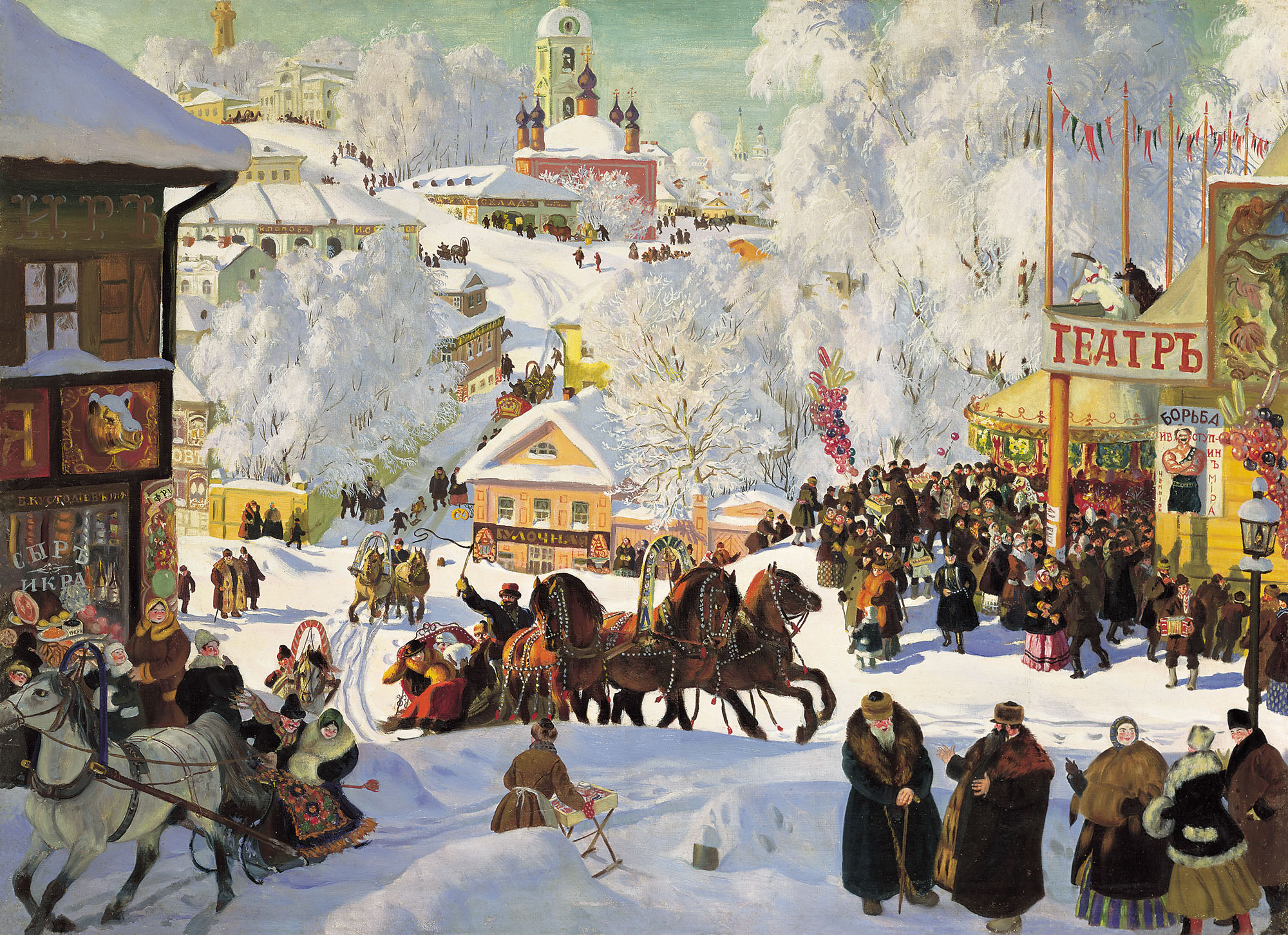
Provinční ruské město v zimě, namaloval Boris Kustodijev

Lokální samosprávu uvedl do Ruska Alexandr II. Nikolajevič v rámci liberálních reforem své vlády v roce 1864 zřízením místních zastupitelských shromáždění zemstev ve 34 evropských guberniích Ruska. Do zemstev byli voleni zástupci velkostatkářů, měst a rolníků podle principu nerovného zastoupení, což znamenalo, že velkostatkářům byl garantován největší vliv. Ruská místní samospráva byla po roce 1864 organizována vzestupně. Na nejnižším stupni byla venkovská samospráva miru a volosti a dále zemstva na úrovni provincie a gubernie. Všechny stupně byly vzájemně provázány, avšak klíčový vliv měla zemstva na úrovni provincií a gubernie, která ovlivňovala především místní školskou, zdravotní ale i ekonomickou politiku či poštu. Do nich delegovaly vesnické komunity své zástupce. Během více než 60 let své existence se zemstva stala baštou ruských liberálů a konstitucionalistů. Po roce 1905 byla zemstva zvláště zainteresována v uvádění agrární reformy Petra Stolypina, který chtěla podstatně modernizovat ruskou vesnici.
Městská samospráva organizována na podobném principu jako zemstva. Městské zastupitelské orgány (dumy) byly složeny na základě volebního censu. Výkonná moc příslušela ve městech starostovi a městské radě (uprava).
Mezi léty 1892–1894 byla nicméně ruská samospráva omezena novými zákonnými úpravami vlády Alexandra III. Mezi jiným tyto úpravy znamenaly podřízení zemstev a městských dum gubernátorovi (tedy přímo státní moci). Po roce 1918 byla zemstva nahrazena sověty.

## Náboženství

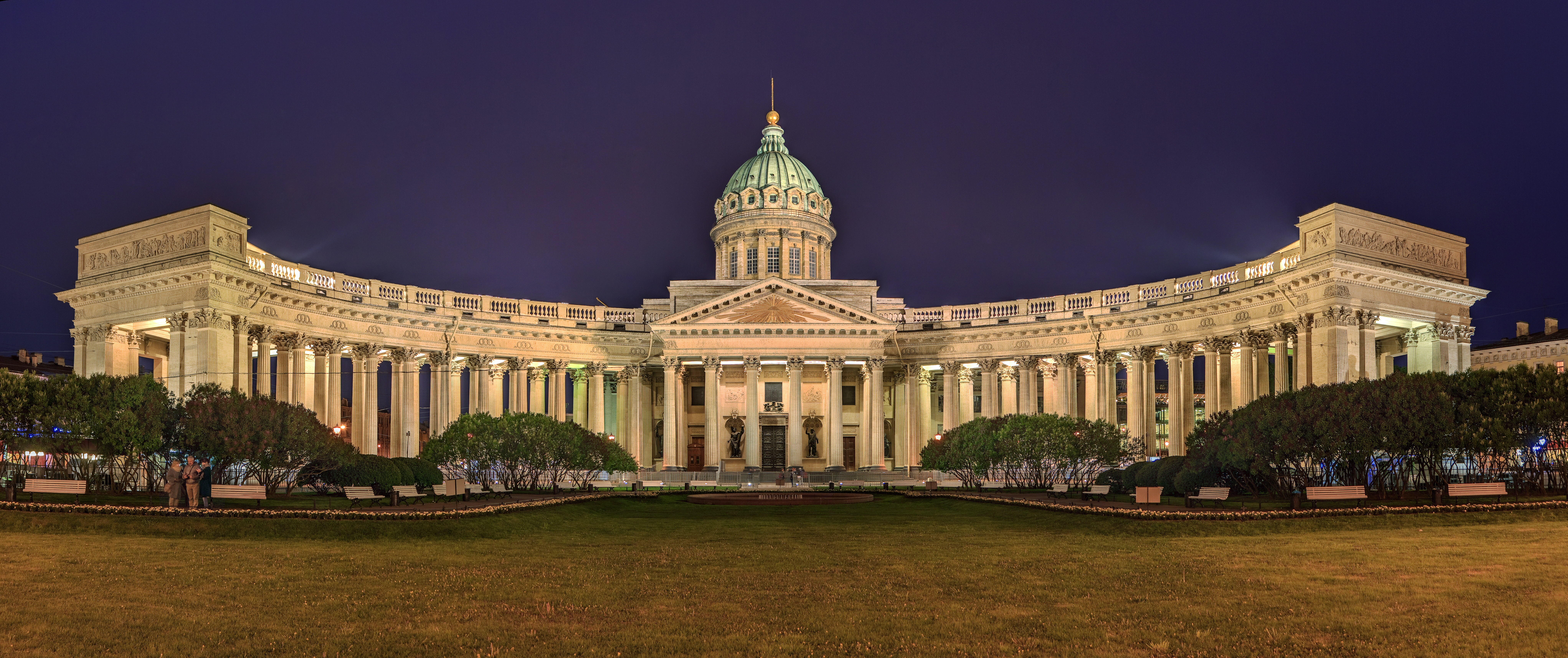
Katedrála Panny Marie Kazaňské v Petrohradě byla postavena v letech 1801 až 1811 a před výstavbou katedrály svatého Izáka byla hlavní pravoslavnou stavbou v carském Rusku.

Státní náboženství Ruské říše bylo pravoslavné křesťanství. Car neměl povoleno „vyznávat jinou víru než pravoslavnou“ (článek 62 základních zákonů z roku 1906) a byl považován za „nejvyššího ochránce a strážce dogmat převládající víry a je strážcem čistoty víry a veškerého dobra ve Svaté církvi″ (článek 64 ex supra).
Pravoslavná církev a pravoslaví měly v carském Rusku zvláštní postavení v podstatě státního náboženství. Pravoslaví dávalo moci ruských autokratů a celému Ruskému státu náboženskou dimenzi a ideologické ospravedlnění. K pochopení role této sociální skupiny je nutné podívat se hlouběji do ruských dějin a zmínit vztah státu a církve v době starších ruských dějin a zejména instituci caesaropapismu. Na rozdíl od západního katolicismu pravoslavná církev se nikdy neoddělila od světské moci a byla přímo spojena s sekulární mocí státu. Jejím nejvyšším představitelem byl ruský vládce. Tento prvek plně využil Petr I. Veliký, jenž pravoslavnou církev ještě více svázal s ruským státem zřízením Nejsvětějšího synodu a funkce oberprokurátora (1721). V této instituci zasedali církevní představitelé stejně jako představitelé světské moci státu jmenovaní panovníkem.
K roku 1897 tvořili členové pravoslavné církve asi kolem 65 % všeho obyvatelstva Ruska. Pravoslavná církev měla politický vliv především v oblasti vzdělávací politiky a zastávala spíše konzervativní postoje vůči modernizaci Ruska. Nicméně její postavení ve společnosti a v praktické politice během druhé polovině 19. století viditelně upadalo.

## Společnost
Jako imperiální stát bylo Rusko během 1721–1917 sociálně stratifikovanou společností, která byla mnohonárodní a mnohokonfesionální. Jako jinde v Evropě měly největší vliv proporcionálně nejmenší skupiny obyvatelstva, složené ze šlechty, vysoce postavených byrokratů, vojáků a církevních hodnostářů a nakonec stále více také bohatých podnikatelů. Největší skupinou obyvatelstva byli rolníci, jelikož Rusko zůstávalo až do roku 1917 dominantně agrárním státem. Hlavními pilíři imperiální moci Ruské říše byli tyto sociální vrstvy:
- aristokracie
- byrokracie
- armáda
- pravoslavná církev.

### Aristokracie

Ples na carském dvoře v Petrohradě

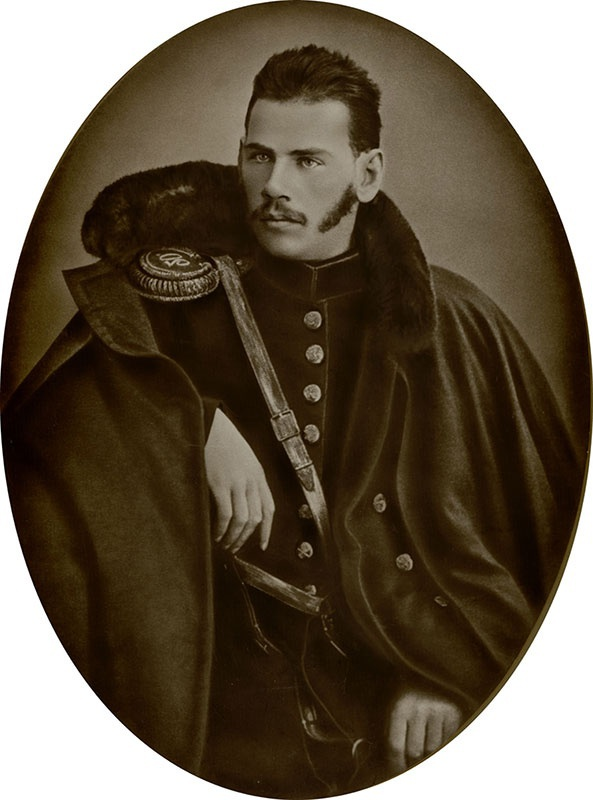
Lev Nikolajevič Tolstoj pocházel ze starého šlechtického rodu Tolstých

Ruská šlechta (dvorjanstvo, rusky: дворянство) odrážela mnohonárodní podstatu Ruské říše. V jejím centru stály staré a nové ruské šlechtické rodiny, avšak vedle nich to byly významné tatarské, německé, švédské, gruzínské a polské šlechtické rodiny, které byly postupně inkorporovány do ruské aristokracie a přijaty do služeb a ke dvoru ruských gosudarů-imperátorů.
Významnou proměnou prošla ruská šlechta v době Petra I. Velikého, který pochopil nutnost její poevropštění a zároveň šlechtu obměnil šlechtou novou, která nebyla postavena na původu, ale na zásluhách. V předpetrovské době byla šlechta na jedné straně významným politických aktérem v oblasti správy a armády, na druhé straně byla pevně svázána s carským absolutismem. Petr I. kladl důraz především na větší vzdělanost šlechty a její provázání s efektivně spravovaným státem. Naopak závislost aristokracie na samoděržaví mu vyhovovala.
K emancipaci ruské šlechty došlo ve skutečnosti až v době Kateřiny II. Veliké v roce 1762, kdy Kateřina II. po svém nástupu potvrdila některá významná privilegia pro ruské dvorjanstvo, jako bylo například osvobození od povinné vojenské služby (platné do roku 1874) a právo vycestovat ze země bez nutnosti pasu (tedy privilegium volného pohybu).
Ruská šlechta byla rozdělena do následujících kategorií:
- stará šlechta (potomci Rurikovců a starých bojarských rodin)
- titulární šlechta (s následujícími tituly: kníže, hrabě, baron)
- dědičná šlechta (kde se šlechtické tituly dědily u generace na generaci)
- osobní šlechtictví (šlechtický titul byl udělen pouze konkrétní osobě a nedědil se)
- nemajetná šlechta (šlechtictví získané službou bez majetku).

Během 19. století prošla ruská šlechta významnými změnami, především se zvýšil počet členů nové šlechty, jež získala titul službou a zásluhami, ale i její ekonomické funkce. Podle statistických odhadů se mezi léty 1850 až 1900 počet celoruské šlechty zvýšil o 80 % z 1 miliónu osob na 1,8 miliónu osob. Podle statistik z roku 1897 je také možné rekonstruovat přibližnou etnickou strukturu ruské šlechty. Podle A. Kappelera bylo celkem 40 % šlechty ruského původu, polská šlechta tvořila ne méně než 29 % (při sčítání byli zahrnuti společně s běloruskou a litevskou šlechtou v čísle 39 %), 5,9 % ruské šlechty byli Gruzíni, 4,8 % tatarská šlechta a kolem 2 % německá pobaltská šlechta.
Ruská šlechta měla samozřejmě velký vliv na politický vývoj i situaci Ruska. Podle dalších odhadů bylo 71 % úředníků a vojáků na nejvyšších postech ve druhé polovině 19. století šlechtického původu.

### Byrokracie
Významným pilířem ruského státu byla samozřejmě sociální vrstva ruské byrokracie. Představy o tom, že carské Rusko mělo přebujelou byrokracii, jsou mylné. Podle statistiky z roku 1897 tvořila státní správa pouhých 0,75 % všeho obyvatelstva Ruska. Základy ruské moderní byrokracii nepoložil nikdo jiný než Petr I. Veliký, který systematizoval a reorganizoval celou státní správu Ruska a zavedl instituci státního úředníka. Tabulka hodností (1722) potom přesně stratifikovala ruskou byrokracií do celkem 14 hodnostních tříd. Orlando Figges shrnuje, že carskému Rusku rozhodně nechyběla profesionální a vzdělaná byrokracie, ale její problém spočíval ve skutečnosti, že ruská byrokracie byla v určitém smyslu hybridem, ve kterém se smísila tradice ruského patrimonialismu s pruským systémem racionalizované správy. Tato situace vedla k tomu, že ruská byrokracie často a jednoduše podléhala blahovůli carského dvora a obecně postrádala některé hlavní charakteristiky moderní byrokracie jako jsou řádné procedury, pevně stanovené institucionální vztahy nebo řádné právní postupy. Druhým problémem byla skutečnost, že byrokracie neměla pevně zakotvené postavení ve všech částech Ruska. V mnoha regionech sehrávala administrativní roli ruská carská armáda, a tedy vojáci.

### Střední třídy a inteligence
Ve srovnání se západní Evropou mělo Rusko na konci 19. století stále úzkou skupinu středních tříd. Podle statistiky z roku 1897 tvořily ruské střední třídy kolem 12 % všeho obyvatelstva. Vlastní střední třída byla podstatně diferencovaná a zahrnout se do ní dají podnikatelé a rentiéři, obchodníci, svobodná povolání, inteligence a zaměstnanci ve službách.
Obecně je nedostatek střední třídy nebo středních vrstev považován za jednu z příčin a zároveň projevů ruské zaostalosti. Na druhé straně je možné právě během druhé poloviny 19. století výrazné proměny a početní nárůst střední třídy, především v oblasti podnikatelů a obchodníků. Podle odhadů bylo v roce 1850 v Rusku 246 000 členů podnikatelských a obchodnických vrstev (resp. buržoazie), zatímco v roce 1900 se jednalo o téměř trojnásobné číslo – 600 000 členů. Problémem ruské buržoazie byla ale nejen její relativní nepočetnost, ale především malý politický vliv, často konzervativní a antiliberální názory či negativní postoje k technologickým inovacím. Na konci 19. století se ale tato situace začala dramaticky měnit. Mezi vlivné politiky po roce 1905 patřili například okťabristé Alexandr Gučkov a Alexandr Protopopov, oba pocházející z bohatých podnikatelských rodin.
Ruská inteligence resp. intelektuální elita (inteligencia, rusky: интелигенция) zaznamenala ve druhé polovině 19. století jeden z nejdramatičtějších nárůstů: v roce 1850 k ní patřilo asi 50 000 členů, ale v roce 1900 to bylo již 400 000 členů. Tyto odhady ukazují na dynamické změny v ruské společnosti, ke kterým docházelo za přispění i proti vůli carismu. Je nutné zmínit skutečnost, že sociální původ členů inteligence byl velice různorodý, včetně členů ruské aristokracie nebo středních tříd (městských elit, podnikatelů atp.). Inteligence patřila často k jedním z největších kritiků konzervativního režimu Ruska.

### Nevolnictví
Nevolnictví, které se v Rusku vyvinulo během 16. století a v roce 1649 zakotveno zákonem, bylo v roce 1861 zrušeno.
Služebníci v domácnosti nebo závislé osoby spojené s osobní službou byli pouze propuštěni, zatímco rolníci dostávali své domy a sady a byla jim přidělena orná půda. Tyto příděly byly prováděny v rámci venkovských komunit známých jako mir, které byly pověřena platbou daní za přidělení. Za tyto příděly museli rolníci platit fixní nájemné, které bylo možné splnit osobní prací. Přiděly mohli rolníci vykoupit pomocí Koruny, a poté byli osvobozeni od všech povinností vůči držiteli půdy. Koruna platila vlastníkovi a rolníci museli koruně platit za čtyřicet devět let s úrokem 6%. Finanční vykoupení držiteli půdy nebylo vypočteno z hodnoty přidělu, ale bylo považováno za kompenzaci za ztrátu povinné práce nevolníků. Mnoho majitelů se snažilo omezit pozemky, které rolníci obývali v poddanství, a často je připravovali o přesně ty části, které nejvíce potřebovali: pastviny okolo jejich domů. Výsledkem bylo přimět rolníky, aby si pronajali pozemky od svých bývalých pánů.

### Rolnictvo

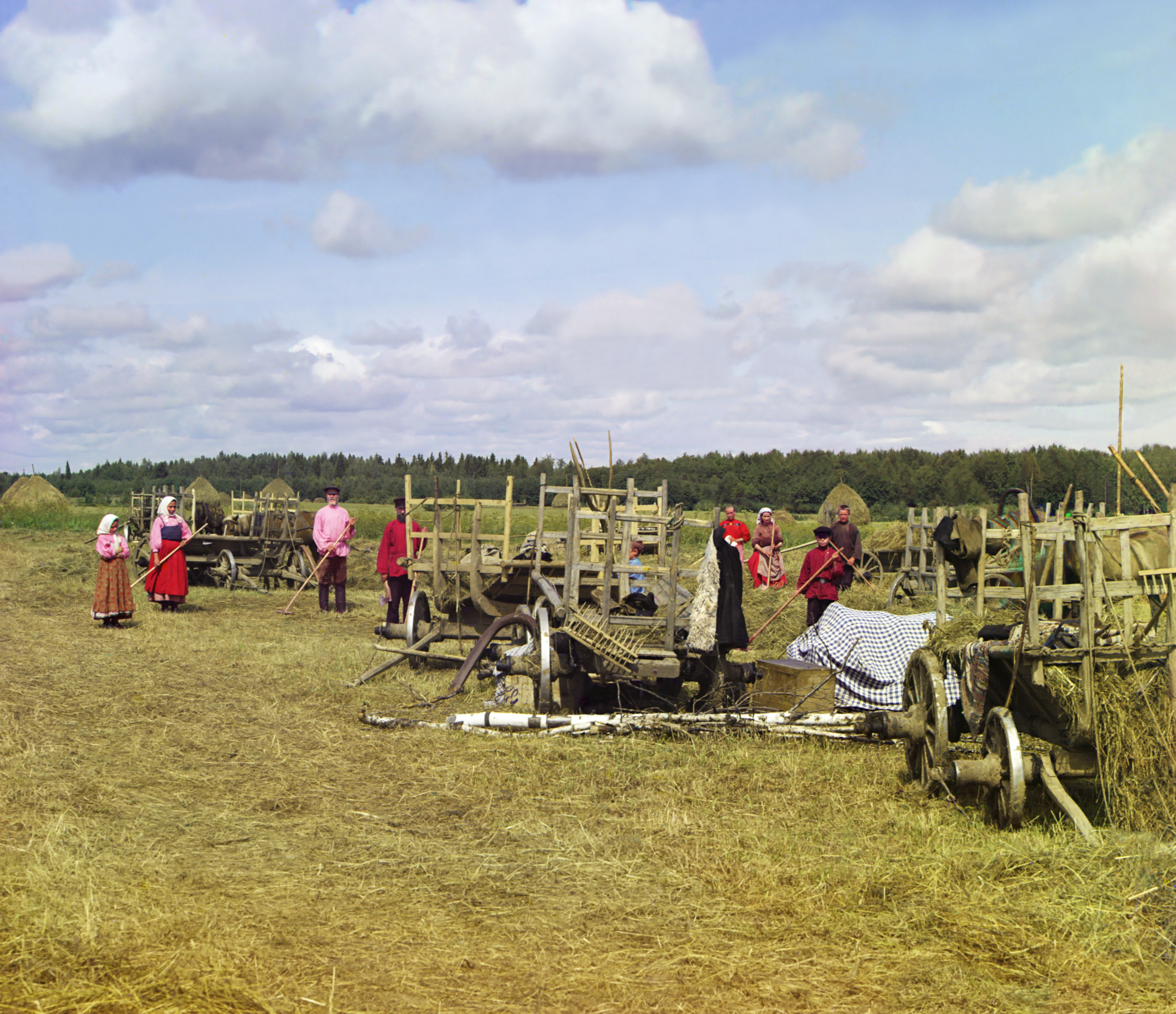
Ruské žně, foto Sergej Prokudin-Gorskij

V roce 1897 tvořili 77,1 % obyvatelstva Ruska rolníci, což potvrzovalo postavení Ruska jako agrárního státu. Nicméně tato obrovská masa obyvatelstva nebyla zcela homogenní. Například v západních oblastech Ruska neexistovalo nevolnictví dávno před jeho oficiálním zrušením v roce 1861, tamní rolníci hospodařili na soukromé půdě a nebyla zde obščina. Ve středním Rusku byla situace odlišná. Zdejší rolnictvo bylo hluboce zakořeněné v nevolnickém systému a těžko se přizpůsobovalo požadavkům doby na větší flexibilitu a inovace i v zemědělské oblasti. Mimo to zde stále dominovala obščina a postoje k soukromému vlastnictví půdy byly spíše negativní. 

Masa rolnictva byla hlavním lidským zdrojem Ruské říše po celé 19. století. Jeho význam byl samozřejmě také ekonomický. Rusko bylo v podstatě po celé 19. století až do První světové války závislé na produkci obilí, která byla samozřejmě plně svázána s rolnictvem. 16–20 % ruského národního produktu představoval export obilí a celkem tři čtvrtiny tohoto obilí pocházely z produkce ruského rolnictva. Nicméně z rolnictva se také rekrutovali zemědělští a průmysloví dělníci, jejichž počty se během druhé poloviny 19. století zvyšovaly.

### Dělnictvo
Industrializace a společenské změny, které přinášela, stály za vznikem nové sociální skupiny – dělnictva, které se rekrutovalo především z řad rolnického obyvatelstva a stěhovalo se z venkova do měst. Také v samotném zemědělském sektoru se zvyšoval počet lidí závislých na mzdě. Podle statistických odhadů vzrostl počet obyvatel Ruska závislých na mzdě – tedy zemědělských a průmyslových dělníků – ze 4 miliónů v roce 1860 na 17,4 milióny v roce 1913. Celkově se odhadovalo, že ve městech žije kolem asi 12,8 % obyvatel Ruska, což bylo číslo relativně velmi malé.

V první polovině sledované doby (asi do 90. let 19. století) byla většina ruského dělnictva ještě úzce svázána s venkovem. Jednalo se o námezdní sezónní dělníky, kteří v době sezóny pracovali na polích jako rolníci a přes zimu se nechali najímat na práci ve městech. Tato situace se začala měnit na konci 19. století, kdy se etablovala skupina kvalifikovaných městských dělníků, kteří se identifikovali se svou sociální skupinou a ztratili vazby na venkov. S touto skutečností souviselo také zformování prvního dělnického hnutí a od roku 1898 sociálně-demokratické strany (ilegální do roku 1905). Ve druhé Dumě (1907) získali sociální demokraté třetí největší počet hlasů a až nové volební úpravy jejich počet snížili na 14 poslanců ve třetí a čtvrté Dumě. Tento nový trend ukazoval na stále větší zpolitizování alespoň části dělnického obyvatelstva měst a korespondoval s vývojem jinde v Evropě.

## Kultura a vzdělání
| 1710: nová občanská abeceda                                                                         |
| 1725: Petr I. Veliký založil Akademii věd                                                           |
| 1726: první ruské gymnázium při Akademii                                                            |
| 1731: první operní představení v Rusku                                                              |
| 1732: založení první kadetní akademie v Petrohradě                                                  |
| 1734: divadlo v Zimním paláci                                                                       |
| 1734: do všech škol zavedena výuka Božího zákona                                                    |
| 1755: založení univerzity v Moskvě                                                                  |
| 1757: založení Akademie výtvarných umění v Petrohradě, Michail Lomonosov publikuje Ruskou gramatiku |
| 1764: otevřen první ústav šlechtičen v Petrohradě                                                   |
| 1768: odhalen Falconetův Měděný jezdec v Petrohradě                                                 |
| 1783: otevření prvních učitelských ústavů v Rusku                                                   |
| 1790: Radiščev publikuje Cestu z Petrohradu do Moskvy                                               |
| 1802: otevřena nová univerzita v Děrptu                                                             |
| 1803: carský monopol veřejných divadel dokončení první rozsáhlé reformy vzdělávacího systému        |
| 1804: nová univerzita v Kazani                                                                      |
| 1805: nová univerzita v Charkově                                                                    |
| 1810: otevřeno lyceum v Carském Sele                                                                |
| 1816: Karamzin vydává Dějiny ruského státu                                                          |
| 1818: založení univerzity ve Varšavě                                                                |
| 1819: založení univerzity v Petrohradě                                                              |
| 1825: Puškin dokončuje Borise Godunova                                                              |
| 1833: Puškin publikuje Evžena Oněgina                                                               |
| 1834: nová univerzita v Kyjevě                                                                      |
| 1836: Gogol dokončuje Revizora                                                                      |
| 1840: Lermontov publikuje Hrdinu naší doby                                                          |
| 1862: Dostojevský dokončuje Zápisky z mrtvého domu                                                  |
| 1864: gymnázia otevřena pro studenty rolnického původu univerzita v Novorossijsku                   |
| 1865: Tolstoj dopsal Vojnu a mír                                                                    |
| 1869: otevření prvních ženských vyšších vzdělávacích kurzů                                          |
| 1873: Repin domaloval Burlaky na Volze                                                              |
| 1874: hnutí chožděnije v narod – nové nařízení o organizaci základních škol                         |
| 1880: Dostojevskij dopisuje Bratři Karamazovi nová univerzita v Tomsku                              |
| 1883: dostavěna katedrála Krista Spasitele v Moskvě                                                 |
| 1887: gymnázia uzavřena pro děti rolnického a nižšího původu                                        |
| 1890: premiéra Čajkovského Pikové dámy                                                              |
| 1895: premiéra Čajkovského baletu Labutí jezero                                                     |
| 1896: premiéra hry Čechova Strýček Váňa a Racek                                                     |
| 1898: založeno Moskevské akademické divadlo                                                         |
| 1906: Gorkij dokončuje román Matka                                                                  |
| 1907: Kandinskij dokončuje obraz Nesourodý život                                                    |
| 1909: univerzita v Saratově                                                                         |
| 1913: premiéra baletu Svěcení jara od Stravinského                                                  |
| 1915: Proletkult otevřena univerzita v Rostově                                                      |
| 1916: otevřena univerzita v Permi                                                                   |

### Kultura
Během období 18. a 19. století se ruská kultura dostávala do stále intenzívnějších kontaktů s evropskou či západní kulturou. Modernizační linie Petra I. Velikého vedla k pomyslnému "otevření oken" na Západ, které se ale po dlouhou dobu projevovalo především na úrovni elit. Během 18. století se ruské elity (především aristokracie, dvůr a inteligence) staly frankofonní. V Rusku se rozšiřovala četba osvícenské literatury a například carevna Kateřina II. Veliká si osobně dopisovala s francouzským filosofem osvícenství Voltairem. Tato prozápadní orientace elit byla v kontrastu s relativně autochtonním vývojem ruské lidové kultury, která byla směsí slovanských, skandinávských, finských a řady asijských stejně jako křesťanských či pohanských vlivů. tento rozpor se stal v 19. století ústředním bodem diskuzí o chápání a pojímání Ruska a jeho postavení ve světě. Na jedné straně se kolem poloviny 19. století v Rusku zformovala skupina tzv. zapadniků, kteří viděli Ruska jako nedílnou součást evropského, civilizovaného světa a přihlašovali se k tradici Petra I. Velikého. Proti nim se postavila skupina tzv. slavjanofilů, kteří chápali Rusko jako zvláštní kulturně-politický útvar, který je nositelem euroasijské civilizace, a stavěli se velice kriticky k západnímu pojetí Ruska i k Západu obecně. Tento známý intelektuální spor dobře ukazuje na rozporuplnou situaci, ve které se poreformní Rusko ocitalo, která má svoje místo v ruské společnosti dodnes.
Není pochyb o tom, že ruská kultura imperiálního období je pevnou součástí světového kulturního dědictví. V literatuře to byla celá řada osobností, které si zaslouží pozornost: Alexandr Sergejevič Puškin, Michail Jurjevič Lermontov, Nikolaj Vasiljevič Gogol, Lev Nikolajevič Tolstoj,Anton Pavlovič Čechov, Fjodor Michajlovič Dostojevskij a dále také historici Nikolaj Michajlovič Karamzin a Sergej Solovjev. Z hudebních skladatelů je nutné připomenout například Petra Iljiče Čajkovského, Michaila Ivanoviče Glinku, Sergeje Prokofjeva, Modesta Petroviče Musorgského či Nikolaje Andrejevič Rimského-Korsakova. Z malířství připomeneme například Ilju Repina. V tvorbě těchto osobností se s různou intenzitou a v různých podobách a často i nevědomky odrážel již zmíněný konflikt o pojetí a chápání Ruska jako kultury mezi dvěma civilizačními světy Západem (Evropou) a Asií. Lidová kultura přitahuje zájem badatelů o mnoho méně, než vysoká, což ale neznamená, že by se nejednalo o bohatou a obohacující směs kulturních praktik, tradic, zvyků a artefaktů. Kromě toho je nutné zdůraznit, že během 18. a 19. století se v rámci Ruského impéria formovaly základy moderní národní kultury řady evropských i neevropských národů (ukrajinská, běloruská, estonská, litevská, lotyšská, finská, polská, moldavská, gruzínská, tatarská, arménská atp.).

### Vzdělání

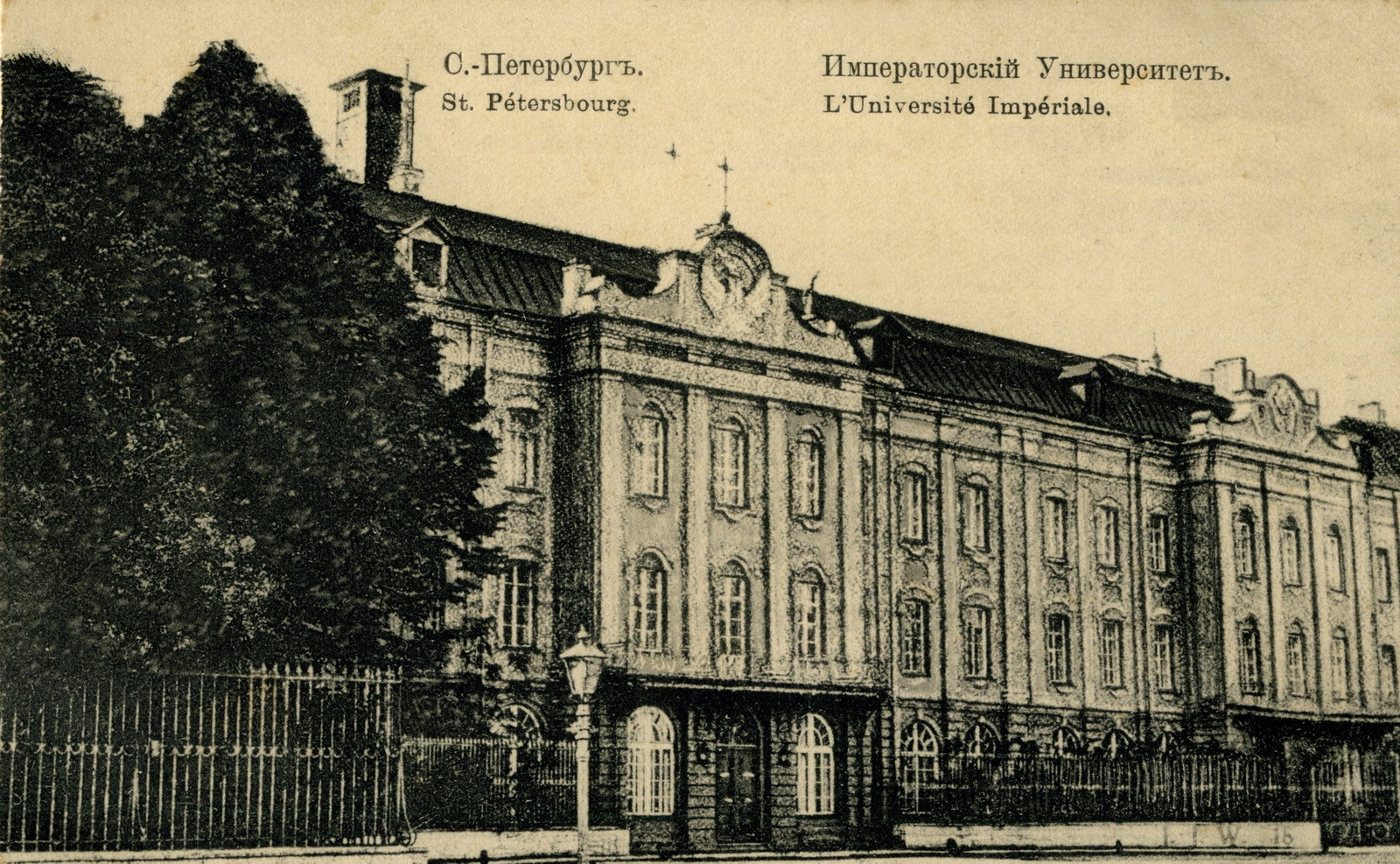
Petrohradská carská univerzita

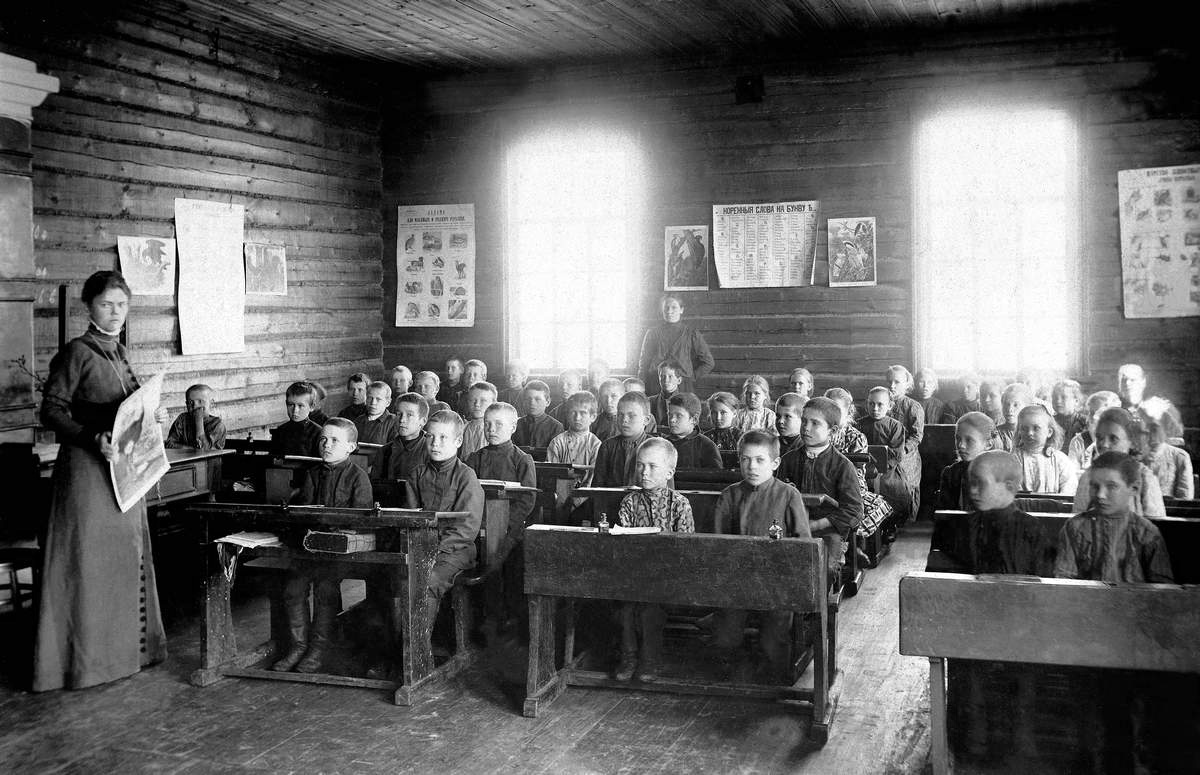
Ruská základní škola na začátku 20. století

Ruský vzdělávací systém byl zformován podle evropského vzoru. Do této doby stejně jako jinde v Evropě měla kontrolu a vliv na vzděláváním v Rusku především pravoslavná církev. V 18. století se jeho struktura a organizace orientovala na vzdělávání státních elit (aristokratů a vojáků). Již Petr I. Veliký založil několik kadetek orientovaných na výchovu důstojníku pro ruskou armádu a flotilu. Následně v Rusku vznikala první gymnázia (1726) a univerzita v Petrohradě (1724) a v Moskvě (1755) Zájem státu na vzdělávání širších vrstev byl až do druhé poloviny 19. století velmi malý, a to i přes existující legislativu z 18. století (z doby Kateřiny I. Veliké), která organizovala základní školní docházku.
Základní školství bylo v Rusku poprvé konsolidováno za Kateřiny II. Veliké a není bez zajímavosti, že Kateřina II. se nechala inspirovat rakouským vzorem a pozvala si dokonce rakouské specialisty. Základní školství bylo organizováno do několika stupňů: farní školy – městské školy – normální školy. Ve třicátých letech 19. století bylo ruské školství (základní také) poprvé centrálně reorganizováno a podřízeno autoritě ministerstva národní osvěty vedeného v této době hrabětem Sergejem Uvarovem. Skutečný zájem o vzdělání rolnického obyvatelstva se ale začal zintenzivňovat během po roce 1861 (zrušení nevolnictví). Organizaci, správu a financování základních škol si rozdělovaly mezi sebou tři instituce: stát, zemstva a pravoslavná církev. Základní škola se také stávala od poloviny 19. století stále více místem pro rusifikační snahy v neruských oblastech Ruské říše. Jedinou výjimkou bylo Finsko, jehož vzdělávací systém byl autonomní. Přes velký nárůst základních škol během 80. a 90. let 19. století v roce 1915 navštěvovalo v evropském Rusku základní školu jen 58 % školou povinných dětí.
Ruské střední školství prošlo během 19. století řadou významných změn, nicméně zcela specifickou funkci sehrávala v Rusku gymnázia, jejichž původním účelem bylo vzdělání elit. V souladu s celoevropskými trendy bylo gymnázium v Rusko reorganizováno do tzv. klasického gymnázia s výukou klasických jazyků, a progymnázia zaměřeného více na moderní jazyky. Klíčové bylo, že podle konzervativních zákonných úprav (1887) byl přístup na gymnázium odepřen dětem z nižších vrstev obyvatelstva (dělníků, služek, rolníků) a že absolvování gymnázia bylo jedinou vstupenkou na 12 ruských univerzit. Kromě gymnázii se v Rusku rozvíjelo také profesní střední vzdělávání v podobě reálek, průmyslových a komerčních škol. Na tyto střední školy navazovala celá řada polytechnik.
Během 19. století bylo v Rusku založeno celkem 9 nových univerzit. K roku 1916 bylo v říši celkem 12 univerzit, což samozřejmě neodpovídalo skutečné velikosti země. Jednalo se o univerzity v Petrohradu (1724, obnovena 1804), Moskvě (1755), Děrptu (1802), Kazani (1804), Charkově (1805), Varšavě (1816), Kyjevě (1834), Oděse (1865), Tomsku (1880), Saratovu (1909), Rostově (1915) a Permu (1916). V době reforem Alexandra II. byla státní kontrola nad univerzitami zmírněna a posíleny některé akademické svobody i přístup lidových vrstev obyvatelstva na univerzity. Tento trend se ale změnil s nástupem konzervativního režimu Alexandra III., který znovu podřídil univerzity plné ideologické kontrole ruského státu.